# Vittaria ledermannii
Vittaria ledermannii är en kantbräkenväxtart som beskrevs av Georg Hans Emmo Wolfgang Hieronymus. Vittaria ledermannii ingår i släktet Vittaria och familjen Pteridaceae. Inga underarter finns listade.